# 测量误差
实验科学中，测量误差（英語：measurement error）或观测误差（observational error）简称误差（error），是测量结果偏离真值的程度。对任何一个物理量进行的测量都不可能得出一个绝对准确的数值，即使使用测量技术所能达到的最完善的方法，测出的数值也和真实值存在差异，这种测量值和真实值的差异称为误差。誤差根据數值計算方式可分为绝对误差和相对误差，也可以根据误差来源分为系统误差、随机误差和毛誤差。
测量误差（除了毛误差外）并不是“错误”，是事物固有的不确定性因素在量测时的体现。

## 分类

### 绝对误差和相对误差
绝对误差（absolute error）是测量值（单一测量值或多次测量值的均值）与真值之差，即：绝对误差 = 测量值 - 真值。若测量结果大于真值时，误差为正，反之为负。但是，常为了统计计算而将定义为上述的绝对值，即：绝对误差 = |测量值 - 真值|。
相对误差（relative error）為绝对误差与真值的比值，即：相对误差 = 绝对误差/真值（可以用百分比(%)、千分比(ppt)、百萬分比(ppm)表示，但常以百分比表示）。一般来说，相对误差更能反映测量的可信程度。
例如，测量者用同一把尺子测量长度为1厘米和10厘米的物体，它们的测量值的绝对误差显然是相近的，但是相对误差前者比后者大了一个数量级，表明后者测量值更为可信。

### 系统误差、随机误差和毛誤差
误差的来源可以分为系统误差、随机误差和毛誤差。
- 系统误差（systematic error）又称可定誤差、已定誤差：在相同的观测条件下，系统误差通常会表现出一定的规律性；有时也被称作统计偏差（statistical bias）。系统误差分為固定誤差與比例誤差，原因可能有儀器本身誤差（instrumental error）、採用方法的誤差（method error）、個人誤差（personal error，又稱人員誤差）、環境誤差（environmental error）。舉例而言，天平的两臂应是等长的，但实际上是不可能完全相等的；天平配置的相同质量的砝码应是一样的，但实际上它们不可能完全一样。理论上，系统误差可以通过一定的手段来控制，例如采用严格标准的操作、校正仪器来减小误差。
- 随机误差（random error）又称机会误差、未定誤差、偶然误差：是由无法控制的因素造成的，如人眼的分辨能力、仪器的极限精度和气象因素等。随机误差是不可避免的，但是大量的随机误差呈现一定的统计规律，例如统计学上的。它是不可消除的，因此测量对象的真值永远不可知，但能通过多次测量获得的均值尽量逼近。它与系统误差的区别是，系统误差以相同的方式影响所有测量值，将它们推向同一个方向；而随机误差则随着不同次的测量而变化，有时候向上，有时向下。
- 毛誤差（gross error）又稱粗差、粗大误差、過失誤差：毛誤差主要是由於測量者的疏忽犯下不應有的錯誤造成的。例如讀數錯誤、記錄錯誤、測量時發生未察覺的異常情況等等，這種誤差是可以避免的（如：捨棄有關數據重新測量）。毛誤差與系統誤差中的個人誤差的差別為，個人誤差是由於測定人員的分辨力、反應速度的差異和固有習慣引起的誤差，這類誤差往往因人而異，因而可以採取讓不同人員進行分析，以平均值報告分析結果的方法予以限制；而毛誤差主要是由於測量者的疏忽所造成的。

用等式可以表达，随机误差中可能存在的结果为：单独测量值 = 精确值 + 随机误差。
而系统误差中，则结果为：单独测量值 = 精确值 + 偏度 + 随机误差。

## 特征
误差的分布情况具有如下性质：
- 误差的绝对值有一定的限值；
- 绝对值较小的误差比绝对值较大的误差多；
- 绝对值相等的正负误差的个数相近。

### 引用
1. ↑  Paul Serban Agachi; Mircea Vasile Cristea, Emmanuel Pax Makhura.  2. Walter de Gruyter GmbH & Co KG. 2020: 6-24. ISBN 9783110648539.
2. ↑  Yash Srivastava. . Competition Science Vision. 2006, 8 (95): 1421.
3. ↑  . StatisticsHowTo.com.   [2025-01-13]. （原始内容存档于2025-04-23）.
4. ↑  David Freedman; Robert Pisani, Roger Purves. . Norton & Company. 1998: 113. ISBN 9780393960433. 3 （英语）.
5. ↑  David Freedman; Robert Pisani, Roger Purves. . Norton & Company. 1998: 116. ISBN 9780393960433. 3 （英语）.